# Аталанта (футбольный клуб)
«Атала́нта» (итал. Atalanta Bergamasca Calcio) — итальянский профессиональный футбольный клуб из города Бергамо. Основан в 1907 году; домашние матчи проводит на стадионе «Атлети Адзурри д’Италия», построенном в 1928 году и вмещающем около 25 тысяч зрителей.
«Аталанта» является победителем Кубка Италии 1963 года, ещё пять раз (в 1987, 1996, 2019, 2021 и 2024 годах) она была финалистом. Клуб трижды подряд занимал 3-е место в Серии A (по итогам сезонов 2018/19, 2019/20 и 2020/21).
«Аталанта» — победитель Лиги Европы УЕФА. 22 мая 2024 года футболисты клуба завоевали свой первый в истории европейский трофей, победив в финальном матче турнира со счётом 3:0 немецкий «Байер 04» из Леверкузена.

## История
Первым футбольным клубом города Бергамо был ФК «Бергамо», основанный в 1903 году швейцарскими иммигрантами и выступавший в зоне Ломбардии чемпионата Италии.
17 октября 1907 года группа в составе Эудженио Урьо, Джулио и Ферруччо Амати, Алессандро Форлини и Джованни Роберти образовала спортивное общество «Аталанта», получившее своё название в честь героини древнегреческой мифологии. В 1913 году в обществе была образована футбольная секция, а в 1914 году «Аталанта» была признана Итальянской федерацией футбола и начала участвовать во второй группе чемпионата Ломбардии. В 1920 году команда поднялась в первую группу.
Ранее, в феврале 1920 года спортивное общество «Аталанта» и спортивно-фехтовальное общество «Бергамаска», поглотившее в 1913 году ФК «Бергамо», объединились в футбольный клуб «Аталанта». Был принят компромиссный чёрно-синий вариант цветов клуба (цвета общества «Аталанта» были чёрно-белыми, а общества «Бергамаска» — сине-белыми). Первым тренером стал только что завершивший карьеру натурализованный аргентинец Чезаре Ловати.
В 1928 году специально для клуба был построен стадион, названный в честь фашиста Марио Бруманы, позже переименованный в «Атлети Адзурри д’Италия». В дебютном сезоне 1928—1929 в национальном чемпионате «Аталанта» стала лишь 14-й в своей подгруппе и на следующий год была распределена в только что образованную Серию B.
В сезоне 1932—1933 из-за проблем с финансированием «Аталанта» едва не снялась с чемпионата. Лишь благодаря продаже в «Амброзиану-Интер» голкипера сборной Карло Черезоли клубу удалось доиграть турнир.
Первый раз попасть в Серию А удалось в 1937 году, однако по результатам этого года «Аталанта» вернулась обратно в Серию B, но при этом сумела заработать 120 000 лир на продаже в «Рому» своего лучшего полузащитника Джузеппе Бономи. Впоследствии клуб часто зарабатывал на продаже своих лидеров в ведущие команды страны.
Возвращение в элиту состоялось в 1940 году. «Аталанта» прочно закрепилась в Серии А и приобрела репутацию «провинциального ужаса». В 1948 году бергамаски под руководством Иво Фиорентини заняли рекордную для себя пятую строчку в чемпионате.
В 1952 году «Аталанта» отметилась очередной громкой продажей: шведский форвард Хассе Йеппсон был продан в «Наполи» за 105 млн лир, для чего потребовалось участие мэра города.
В 1955 году матч «Аталанта» — «Триестина» был показан по телевидению впервые в истории бергамского клуба.
Три года спустя команда боролась за выживание, но была принудительно отправлена в Серию B «за нарушение спортивных принципов», в 1960 году бергамаски были реабилитированы, но к тому времени они уже и так вернулись в Серию А.

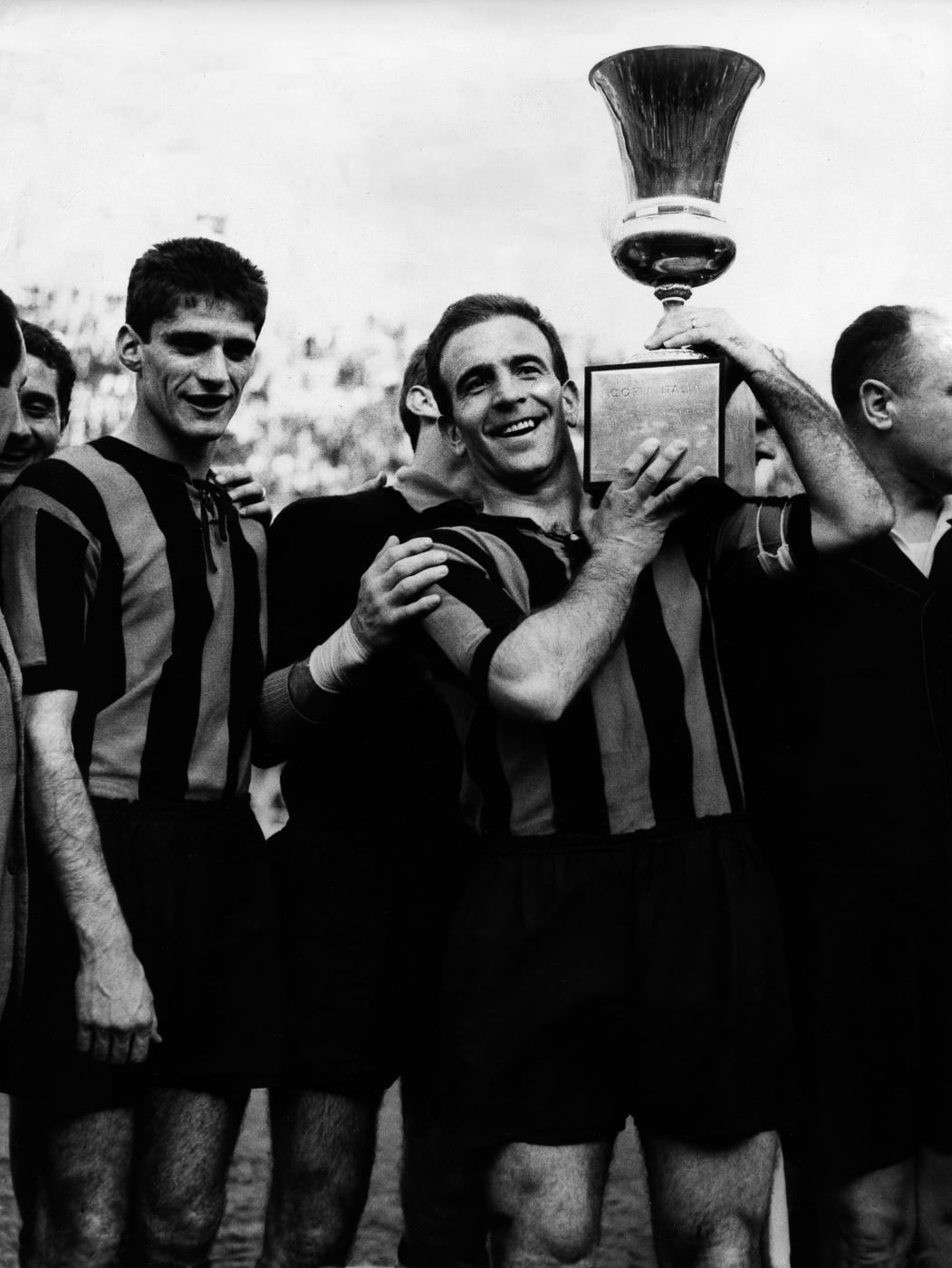
«Аталанта» обладатель Кубка Италии, 1963 год

2 июня 1963 года на поле миланского Сан-Сиро «Аталанта» завоевала первый трофей в своей истории, обыграв в финале Кубка Италии «Торино» со счётом 3:1, благодаря хет-трику будущего чемпиона Европы и вице-чемпиона мира Анджело Доменгини. В следующем сезоне состоялся дебют в Кубке обладателей кубков, где в первом раунде в дополнительное время «оробичи» уступили будущему победителю — лиссабонскому «Спортингу».
В 1969 году «Аталанта» вновь выбывает в Серию B. В клубе происходит смена руководства: президентом становится Акилле Бортолотти. Вернувшись через два года, в 1973 году отправляется обратно, на этот раз на четыре года.
В 1979 году начинается самое «глубокое» падение в истории клуба: за 5 лет «Аталанта» проходит путь от Серии А до Серии C1 и обратно. Стремительному возвращению способствовало приглашение известных тренеров Оттавио Бьянки и Недо Сонетти и очередная смена президента: в 1980 году Акилле Бортолотти передал полномочия своему сыну Чезаре.
В 1984 году «Атланта» приобретает высокого шведского полузащитника Гленна-Петера Стромберга, который на долгие годы становится лидером и конструктором атак бергамасков. В это же время в Бергамо начинает карьеру Роберто Донадони.

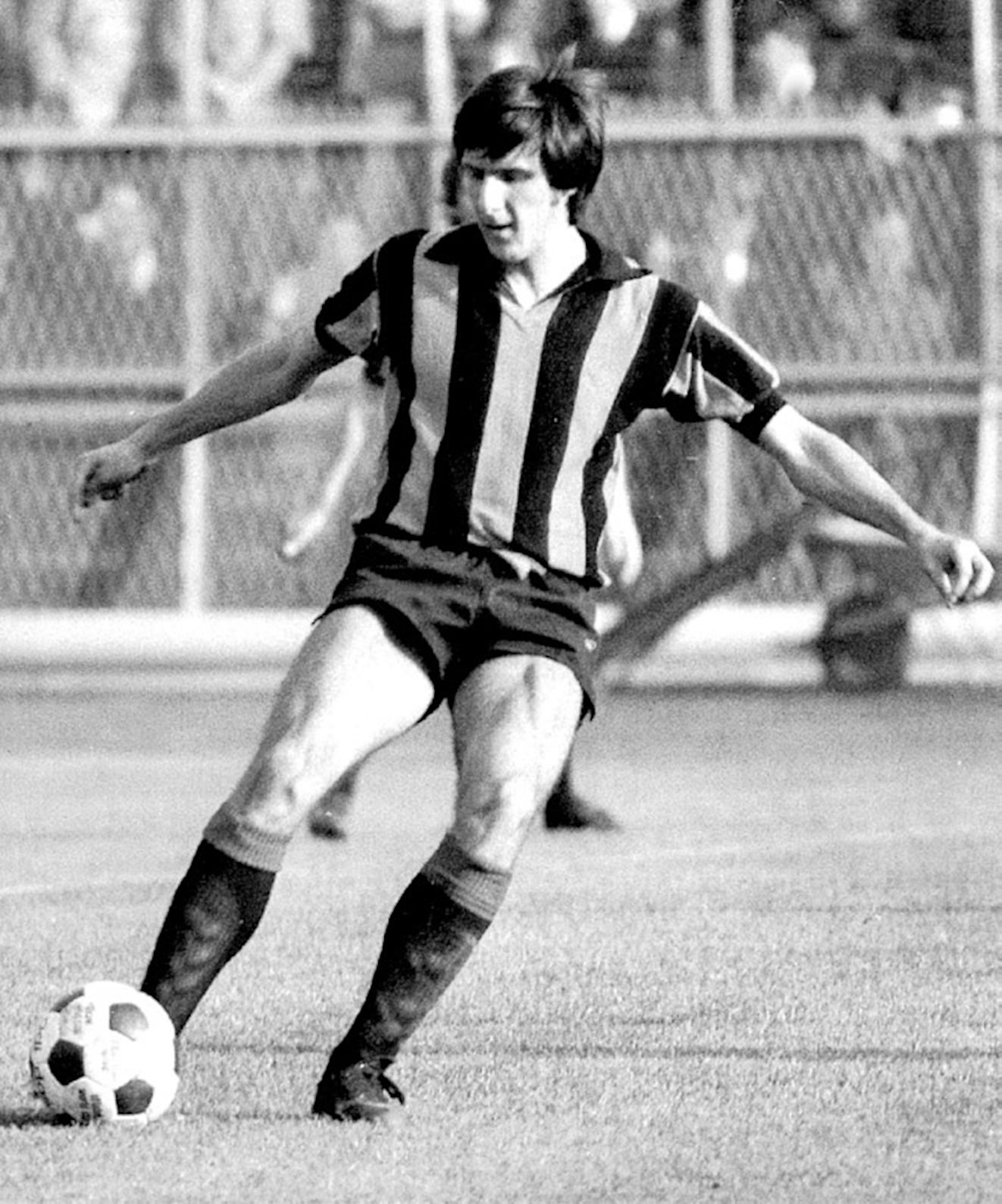
Молодой Гаэтано Ширеа, один из самых известных футболистов, выпущенных молодёжной системой «Аталанты», в течение сезона 1972/73

Три года спустя «Аталанта», уже покинув Серию А, добирается до финала Кубка Италии, где в обоих матчах всухую уступает чемпиону страны «Наполи» во главе с Диего Марадоной и своим бывшим тренером Оттавио Бьянки. Для наставника «оробичи» Недо Сонетти матч стал последним у руля клуба.
Новым тренером клуба назначается Эмилиано Мондонико. Второе участие в Кубке обладателей кубков становится для «Аталанты» крайне удачным: участник Серии B доходит до полуфинала, где в двух матчах вновь проигрывает будущему победителю — бельгийскому «Мехелену».
В 90-е, трудные для «оробичи» времена, президент Антонио Перкасси основательно взялся за юношеский сектор клуба, с целью растить поколение талантливых футболистов, способных закрепиться в основном составе клуба и, впоследствии, продать за выгодную сумму. Первым шагом стало приглашение юношеского координатора и экс-игрока «Аталанты» — Мино Фавини. И эта затея оказалась успешной, ведь именно благодаря Фавини развились Паццини, Монтоливо — игроки «Милана» и национальной сборной Италии.
Через год «оробичи» — вновь в Серии А. Линия полузащиты клуба в то время была одной из лучших в его истории — Даниэле Фортунато, Элиджио Николини, Вальтер Боначина и шведы Гленн-Петер Стромберг и Роберт Притц. По окончании сезона в клуб приходит известный аргентинский нападающий Клаудио Каниджа. «Аталанта» занимает шестую строчку и получает путёвку в Кубок УЕФА, где в 1/32 финала проигрывает московскому «Спартаку». Поражение стоило Мондонико тренерского кресла. В сезоне 1989—1990 бергамаски становятся седьмыми. Радость от второго подряд выхода в еврокубки омрачила гибель 7 июня 1990 года в автокатастрофе президента клуба Чезаре Бортолотти, после которой президентство вернулось к его отцу Акилле. Осенью «Атланта» вновь принимала участие в Кубке УЕФА и в четвертьфинале уступила соотечественникам из «Интера».
В сезоне 1992—1993 8-е место с клубом завоевал малоизвестный тогда тренер Марчелло Липпи. Перспективного тренера в следующем сезоне забирает к себе «Наполи», а чёрно-синие вновь оказываются в Серии B.
В 1994 году контрольный пакет акций «Аталанты» приобретает предприниматель Иван Руджери. Он возвращает в клуб тренера Эмилиано Мондонико, который берёт курс на омоложение состава. В команду привлекаются талантливые нападающие Кристиан Вьери и Филиппо Индзаги, проданные позже в «Ювентус». В 1996 году в финале Кубка Италии «Аталанта» терпит поражение от «Фиорентины». В чемпионате команда с трудом борется за выживание и в 1998 году отправляется по привычному маршруту рангом ниже.

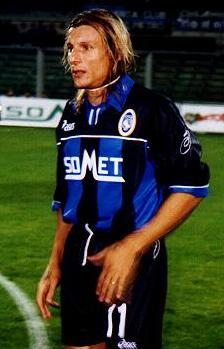
Клаудио Каниджа в составе «Аталанты», 2000 год

Вернуть клуб в элиту смог через 2 года тренер Джованни Вавассори. В Серии А «Аталанта» навела много шороха, расправляясь с грандами, и долгое время шла в зоне Лиги Чемпионов, но под конец сезона скатилась на 7-ю строчку. В межсезонье руководство выделило большие деньги на усиление команды. За рекордные для клуба 30 млрд лир был куплен форвард «Милана» Джанни Командини, там же были приобретены защитник Луиджи Сала и форвард Лука Саудати. Из «Манчестер Юнайтед» пришёл вратарь Массимо Таиби. Несмотря на множество предложений, в команде остался Кристиано Дони. Но серьёзных результатов финансовые вложения не принесли: в 2002 году бергамаски стали девятыми, а через год вылетели, уступив «Реджине» в матче за место в Серии А. Как водится, в Серии B «Аталанта» не задержалась, но возвращение в высший свет успешным не получилось: команда заняла последнее место.
Смену поколений было поручено провести новому тренеру Стефано Колантуоно. Серьёзно омолодив состав, он с блеском решил задачу выхода в Серию А, выиграв чемпионат второго эшелона. Перспективная молодёжь не затерялась и в когорте сильнейших, заняв в год столетия клуба 8-е место. Талантливый тренер был тут же переманен в «Палермо».
Новым наставником стал Луиджи Дель Нери, под руководством которого «Кьево» наводил ужас на признанных фаворитов чемпионата. Дель Нери продолжил политику своего предшественника и в 2008 году клуб занял уверенное 9-е место, а год спустя — 11-е. В 2009 году специалист объявил о том, что покинет «Аталанту» по окончании сезона, и руководство озаботилось поисками нового главного тренера.
16 января 2008 года президент клуба Иван Руджери был госпитализирован в коме с аневризмой. Его жизнь поддерживается до сих пор, а с 3 сентября 2008 года президентские полномочия перешли к его сыну Алессандро, ставшему в возрасте 21 года самым молодым президентом клуба Серии А.
5 июня главным тренером вместо ушедшего в «Сампдорию» Дель Нери был назначен Анджело Грегуччи. Спустя четыре первых тура он был отправлен в отставку за неудовлетворительные результаты — 4 поражения с общим счётом 1:7. 21 сентября новым наставником стал Антонио Конте. Однако под руководством Конте дела «Аталанты» пошли не слишком удачно, и спустя несколько месяцев наставник был уволен. Исполняющим обязанности главного тренера был назначен Вальтер Боначина, который до этого тренировал молодёжную команду клуба. Но и он не смог поднять команду, и в итоге сезон бергамаски заканчивали с Бортоло Мутти в качестве главного тренера. Спастись команда не смогла, и заняв 18 место в Серии А, вылетела в Серию В.
Новый сезон 2010/2011 команда начала во главе со Стефано Колантуоно. «Аталанта» с первых же туров захватила лидерство в турнирной таблице и триумфально вернулась в Серию А, став чемпионом в Серии В. Однако радость нерадзурри длилась недолго, ведь из-за скандала, связанного с договорными матчами, с клуба в новом сезоне сняли 6 очков перед началом чемпионата. Многие специалисты предрекали «Аталанте» вылет по итогам сезона из-за столь существенного минуса в таблице, но команда провела очень сильный чемпионат и финишировала в итоге на 12-й строчке в турнирной таблице, а арендованный у «Удинезе» Херман Денис стал одним из лучших бомбардиров лиги, записав на свой счёт 16 голов. На протяжении следующих сезонов команде удалось закрепиться в Серии А.

Джан Пьеро Гасперини

Новый подъём клуба начался после того, как пост главного тренера летом 2016 года занял Джан Пьеро Гасперини. В первом же сезоне под его руководством команда из Бергамо заняла рекордное для себя четвёртое место и квалифицировались в Лигу Европы, а через два года впервые стала призёром Серии А, заняв по итогам сезона 2018/2019 3-е место, попав напрямую в групповой этап Лиги чемпионов следующего сезона. Кроме того, команда дошла до финала Кубка Италии, но со счётом 0:2 уступила «Лацио».
31 мая 2024 года мэр Бергамо Джорджио Гори наградил клуб «Аталанта» медалью за «повышение престижа Бергамо в Европе и в мире».

## Болельщики
Согласно исследованию итальянской фирмы A.C. Nielsen Italia S.P.A., проведённому в июне-июле 2008 года, в Италии насчитывается 119 000 болельщиков «Аталанты», подавляющее большинство которых прибывает на стадионы из города Бергамо и соответствующей провинции.
Фанаты «Аталанты» поддерживают дружеские отношения с болельщиками футбольных клубов «Л’Акуила», «Козенца», «Тернана», «Айнтрахт Франкфурт», «Тироль».

## Президенты клуба
- Пьеро Карминати (1913—1916)
- Франческо Лейди (1919—1920)
- Энрико Лучсингер (1920—1926)
- Антонио Гамбирази (1926—1928)
- Пьетро Капоферри (1928—1930)
- Антонио Пезенти (1930—1932)
- Эмилио Санти (1932—1935)
- Ламберто Сала (1935—1938)
- Нардо Бертончини (1938—1944)
- Гуэрино Опранди (1944—1945)
- Даниэле Турани (1945—1964)
- Аттилио Вичентини (1964—1969)
- Мино Баракки (1969—1970)
- Акилле Бортолотти (1970—1974)
- Энцо Сенси (1974—1975)
- Акилле Бортолотти (1975—1980)
- Чезаре Бортолотти (1980—1990)
- Акилле Бортолотти (1990)
- Антонио Перкасси (1990—1994)
- Иван Руджери (1994—2005)
- Джакомо Рандаццо (2005)
- Иван Руджери (2005—2008)
- Алессандро Руджери (2008—2010)
- Антонио Перкасси (2010—н. в.)

## Текущий состав
| 28 | Флаг Португалии           | Вр  | Руй Патрисиу      | 1988 |  |  |  |  |  |
| 29 | Флаг Италии               | Вр  | Марко Карнесекки  | 2000 |  |  |  |  |  |
| 31 | Флаг Италии               | Вр  | Франческо Росси   | 1991 |  |  |  |  |  |
|    |                           |     |                   |      |  |  |  |  |  |
| 2  | Флаг Италии               | Защ | Рафаэл Толой      | 1990 |  |  |  |  |  |
| 3  | Флаг Кот-д’Ивуара         | Защ | Одилон Коссуну    | 2001 |  |  |  |  |  |
| 4  | Флаг Швеции               | Защ | Исак Хин          | 1999 |  |  |  |  |  |
| 19 | Флаг Албании              | Защ | Берат Джимсити    | 1993 |  |  |  |  |  |
| 23 | Флаг Боснии и Герцеговины | Защ | Сеад Колашинац    | 1993 |  |  |  |  |  |
| 42 | Флаг Италии               | Защ | Джорджо Скальвини | 2003 |  |  |  |  |  |
|    |                           |     |                   |      |  |  |  |  |  |
| 6  | Флаг Ганы                 | ПЗ  | Ибрагим Сулемана  | 2003 |  |  |  |  |  |
| 7  | Флаг Колумбии             | ПЗ  | Хуан Куадрадо     | 1988 |  |  |  |  |  |
| 8  | Флаг Хорватии             | ПЗ  | Марио Пашалич     | 1995 |  |  |  |  |  |
| 13 | Флаг Бразилии             | ПЗ  | Эдерсон           | 1999 |  |  |  |  |  |

| 15 | Флаг Нидерландов | ПЗ  | Мартен де Рон      | 1991 |  |  |  |  |  |
| 16 | Флаг Италии      | ПЗ  | Рауль Белланова    | 2000 |  |  |  |  |  |
| 22 | Флаг Италии      | ПЗ  | Маттео Руджери     | 2002 |  |  |  |  |  |
| 24 | Флаг Сербии      | ПЗ  | Лазар Самарджич    | 2002 |  |  |  |  |  |
| 27 | Флаг Италии      | ПЗ  | Марко Палестра     | 2005 |  |  |  |  |  |
| 44 | Флаг Италии      | ПЗ  | Марко Брешианини   | 2000 |  |  |  |  |  |
| 77 | Флаг Италии      | ПЗ  | Давиде Дзаппакоста | 1992 |  |  |  |  |  |
|    |                  |     |                    |      |  |  |  |  |  |
| 9  | Флаг Италии      | Нап | Джанлука Скамакка  | 1999 |  |  |  |  |  |
| 10 | Флаг Италии      | Нап | Николо Дзаньоло    | 1999 |  |  |  |  |  |
| 11 | Флаг Нигерии     | Нап | Адемола Лукман     | 1997 |  |  |  |  |  |
| 17 | Флаг Бельгии     | Нап | Шарль де Кетеларе  | 2001 |  |  |  |  |  |
| 32 | Флаг Италии      | Нап | Матео Ретеги       | 1999 |  |  |  |  |  |

## Количество сезонов по дивизионам
| Дивизион | Количество сезонов | Дебют     | Последний сезон |
| -------- | ------------------ | --------- | --------------- |
| A        | 62                 | 1937/1938 | 2024/2025       |
| B        | 28                 | 1929/1930 | 2010/2011       |
| C        | 1                  | 1981/1982 | 1981/1982       |

## Достижения

### Национальные
- Чемпионат Италии (Серия A)
  - 3-е место (4): 2018/19[27], 2019/20[28], 2020/21[29], 2024/25
- Кубок Италии
  - Обладатель: 1962/63
  - Финалист (5): 1986/87, 1995/96, 2018/19, 2020/21, 2023/24
- Серия B:
  - Победитель (5): 1939/40, 1958/59, 1983/84, 2005/06, 2010/11
  - Вице-чемпион (4): 1936/37, 1970/71, 1976/77, 1999/00
- Серия С1
  - Победитель: 1981/82

### Международные
- Лига Европы УЕФА
  - Победитель: 2023/24
- Суперкубок УЕФА
  - Финалист: 2024
- Кубок Митропы
  - Финалист: 1984/85
- Турнир Виареджо
  - Победитель (2): 1969, 1993

## Тренеры
| Тренер                              | Страна                                            | Годы руководства |
| ----------------------------------- | ------------------------------------------------- | ---------------- |
| Чезаре Ловати                       | Флаг Италии (1861—1946)                           | 1923—1927        |
| Имре Пайер                          | Флаг Венгрии (1919—1946)                          | 1927—1928        |
| Энрико Тирабасси                    | Флаг Италии (1861—1946)                           | 1928—1929        |
| Луиджи Чевенини                     | Флаг Италии (1861—1946)                           | 1929—1930        |
| Йожеф Виола                         | Флаг Венгрии (1919—1946)                          | 1930—1933        |
| Имре Пайер                          | Флаг Венгрии (1919—1946)                          | 1933             |
| Имре Пайер                          | Флаг Венгрии (1919—1946)                          | 1935—1936        |
| Оттавио Барбьери                    | Флаг Италии (1861—1946)                           | 1936—1938        |
| Геза Кертес                         | Флаг Венгрии (1919—1946)                          | 1938—1939        |
| Янош Нехадома                       | Флаг Венгрии (1919—1946)                          | 1941—1946        |
| Джузеппе Меацца                     | Флаг Италии (1861—1946)                           | 1946             |
| Луис Монти                          | Флаг Италии (1861—1946)                           | 1946             |
| Иво Фиорентини                      | Флаг Италии (1946—2003)                           | 1946—1949        |
| Альберто Читтерио Карло Каркано     | Флаг Италии (1946—2003) · Флаг Италии (1946—2003) | 1949             |
| Джованни Варльен                    | Флаг Италии (1946—2003)                           | 1949—1951        |
| Денис Невилл                        | Флаг Англии                                       | 1951—1952        |
| Карло Черезоли                      | Флаг Италии (1946—2003)                           | 1952             |
| Луиджи Ферреро                      | Флаг Италии (1946—2003)                           | 1952—1954        |
| Франческо Симонетти Луиджи Тенторио | Флаг Италии (1946—2003) · Флаг Италии (1946—2003) | 1954             |
| Луиджи Бониццони                    | Флаг Италии (1946—2003)                           | 1954—1957        |
| Карло Риготти                       | Флаг Италии (1946—2003)                           | 1957—1958        |
| Джузеппе Бономи                     | Флаг Италии (1946—2003)                           | 1958             |
| Карл Адамек                         | Флаг Австрии                                      | 1958—1959        |
| Ферруччо Валькареджи                | Флаг Италии (1946—2003)                           | 1959—1962        |
| Паоло Табанелли                     | Флаг Италии (1946—2003)                           | 1962—1963        |
| Карло Альберто Кварио               | Флаг Италии (1946—2003)                           | 1963—1964        |
| Карло Черезоли                      | Флаг Италии (1946—2003)                           | 1964             |
| Этторе Пуричелли                    | Флаг Уругвая                                      | 1965—1966        |
| Стефано Ангелери                    | Флаг Италии (1946—2003)                           | 1966—1967        |
| Паоло Табанелли                     | Флаг Италии (1946—2003)                           | 1967—1968        |
| Стефано Ангелери                    | Флаг Италии (1946—2003)                           | 1968—1969        |
| Сильвано Моро                       | Флаг Италии (1946—2003)                           | 1969             |
| Карло Черезоли                      | Флаг Италии (1946—2003)                           | 1969             |
| Коррадо Вичиани                     | Флаг Италии (1946—2003)                           | 1969—1970        |
| Ренато Джеи                         | Флаг Италии (1946—2003)                           | 1970             |
| Джован Баттиста Рота                | Флаг Италии (1946—2003)                           | 1970             |
| Джулио Корзини                      | Флаг Италии (1946—2003)                           | 1970—1974        |
| Эриберто Эррера                     | Флаг Парагвая (1954—1988)                         | 1974—1975        |
| Анджело Пиччиоли                    | Флаг Италии (1946—2003)                           | 1975             |
| Джанкарло Каде                      | Флаг Италии (1946—2003)                           | 1975—1976        |
| Джанфранко Леончини                 | Флаг Италии (1946—2003)                           | 1976             |
| Джован Баттиста Рота                | Флаг Италии (1946—2003)                           | 1976—1980        |
| Бруно Больки                        | Флаг Италии (1946—2003)                           | 1980—1981        |
| Джулио Корзини                      | Флаг Италии (1946—2003)                           | 1981             |
| Оттавио Бьянки                      | Флаг Италии (1946—2003)                           | 1981—1983        |
| Недо Сонетти                        | Флаг Италии (1946—2003)                           | 1983—1987        |
| Эмилиано Мондонико                  | Флаг Италии (1946—2003)                           | 1987—1990        |
| Пьерлуиджи Фрозио                   | Флаг Италии (1946—2003)                           | 1990—1991        |
| Бруно Джорджи                       | Флаг Италии (1946—2003)                           | 1991—1992        |
| Марчело Липпи                       | Флаг Италии (1946—2003)                           | 1992—1993        |
| Франческо Гвидолин                  | Флаг Италии (1946—2003)                           | 1993             |
| Андреа Вальдиночи Чезаре Пранделли  | Флаг Италии (1946—2003) · Флаг Италии (1946—2003) | 1993—1994        |
| Эмилиано Мондонико                  | Флаг Италии (1946—2003)                           | 1994—1998        |
| Бортоло Мутти                       | Флаг Италии (1946—2003)                           | 1998—1999        |
| Джованни Вавассори                  | Флаг Италии (1946—2003)                           | 1999—2002        |
| Джанкарло Финарди                   | Флаг Италии (1946—2003)                           | 2002—2003        |
| Андреа Мандорлини                   | Флаг Италии (2003—2006)                           | 2003—2004        |
| Делио Росси                         | Флаг Италии (2003—2006)                           | 2004—2005        |
| Стефано Колантуоно                  | Флаг Италии                                       | 2005—2007        |
| Луиджи Дельнери                     | Флаг Италии                                       | 2007—2009        |
| Анджело Грегуччи                    | Флаг Италии                                       | 2009             |
| Антонио Конте                       | Флаг Италии                                       | 2009—2010        |
| Вальтер Боначина                    | Флаг Италии                                       | 2010             |
| Бортоло Мутти                       | Флаг Италии                                       | 2010             |
| Стефано Колантуоно                  | Флаг Италии                                       | 2010—2015        |
| Эдоардо Рейя                        | Флаг Италии                                       | 2015—2016        |
| Джан Пьеро Гасперини                | Флаг Италии                                       | 2016—2025        |
| Иван Юрич                           | Флаг Хорватии                                     | 2025—н. в.       |

## Форма

### Домашняя
| 2010/11 | 2011/12 | 2012/13 | 2013/14 | 2014/15 | 2015/16 | 2016/17 | 2017/18 | 2018/19 | 2019/20 | 2020/21 |
| 2021/22 | 2022/23 | 2023/24 | 2024/25 |         |         |         |         |         |         |         |

### Гостевая
| 2010/11 | 2011/12 | 2012/13 | 2013/14 | 2014/15 | 2015/16 | 2016/17 | 2017/18 | 2018/19 | 2019/20 | 2020/21 |
| 2021/22 | 2022/23 | 2023/24 | 2024/25 |         |         |         |         |         |         |         |

### Резервная
| 2012/13 | 2013/14 | 2014/15 | 2015/16 | 2017/18 | 2018/19 | 2019/20 | 2020/21 | 2021/22 | 2022/23 | 2023/24 |
| 2024/25 |         |         |         |         |         |         |         |         |         |         |

#### Специальные
| 2022/23 |

##### Рождественские
| 2010/11 | 2011/12 | 2012/13 | 2013/14 | 2014/15 | 2015/16 | 2016/17 | 2017/18 | 2018/19 | 2019/20 | 2020/21 |
| 2021/22 | 2024/25 |         |         |         |         |         |         |         |         |         |

Источники:,

## Стадион

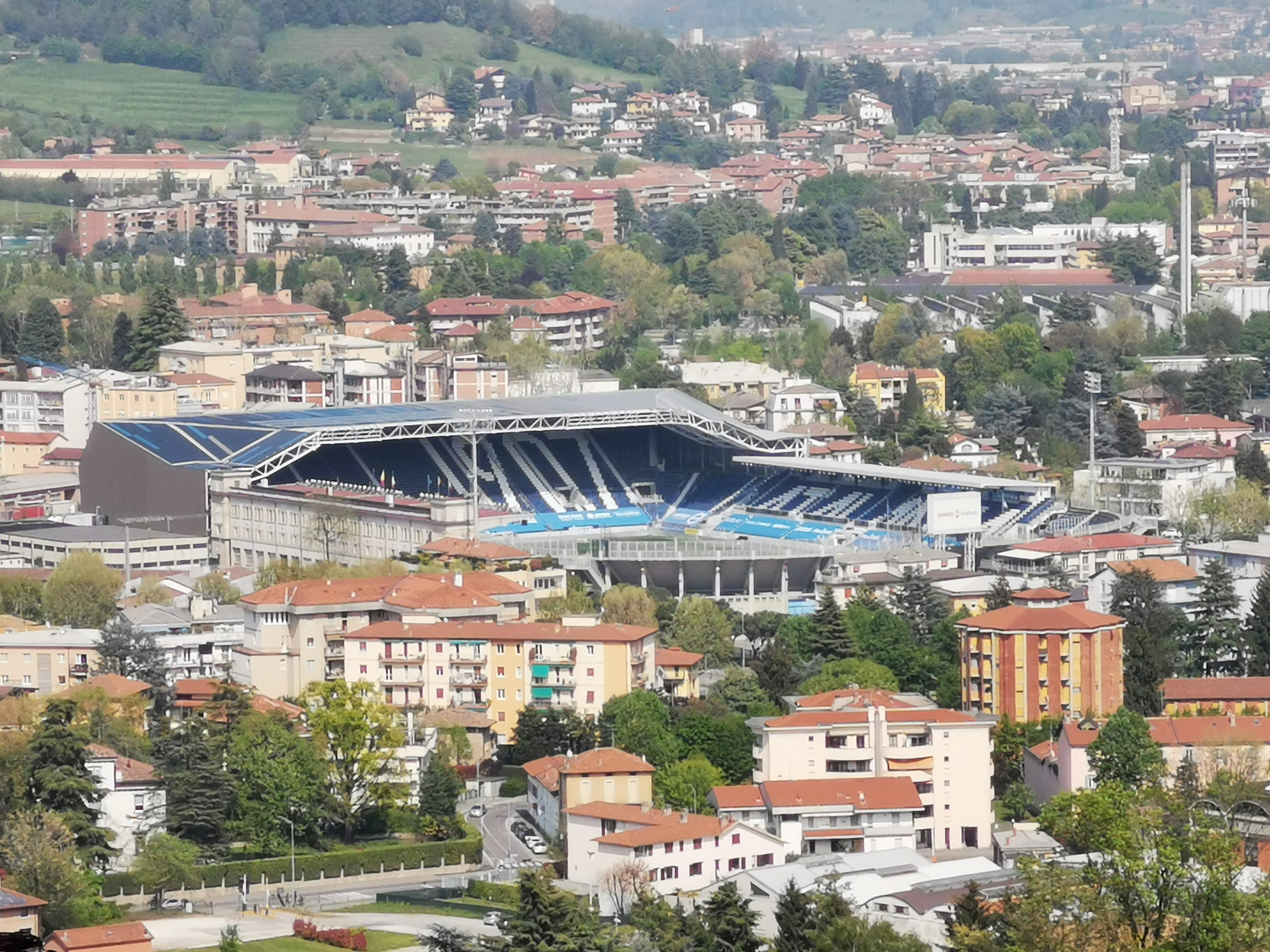
Стадион «Атлети Адзурри д’Италия»

Стадион построен в 1928 году. Был назван в честь фашиста Марио Бруманы, после Второй мировой войны и падения фашизма переименован в «Комунале», а с 1994 года получил имя «Атлети Адзурри д’Италия».
В мае 2017 года «Аталанта» объявила о приобретении стадиона у коммуны за 8,6 миллиона евро, став одним из четырёх клубов Серии А, выкупивших свои стадионы из муниципальной собственности. Это приобретение позволило клубу санкционировать глобальный проект реконструкции арены.
С 1 июля 2019 года и на протяжении 6 последующих лет арена будет носить официальное наименование «Гевисс Стэдиум» (Gewiss Stadium).